# Dragoslav Šekularac
Dragoslav Šekularac (srbskou cyrilicí Драгослав Шекуларац ; 30. listopadu 1937, Štip – 5. ledna 2019, Bělehrad) byl jugoslávský fotbalista a trenér srbské národnosti. Hrával na pozici záložníka.
S jugoslávskou reprezentací získal stříbrnou medaili na mistrovství Evropy roku 1960, na němž byl zařazen i do all-stars týmu turnaje. Zúčastnil se i světového šampionátu roku 1958 a 1962, kde Jugoslávci skončili čtvrtí. Má i stříbrnou medaili z olympijských her v Melbourne roku 1956. Celkem za národní tým odehrál 41 utkání a vstřelil 6 branek.
Patřil k nejslavnějším hráčům Crvene Zvezdy Bělehrad, jako takový byl zařazen do Síně slávy klubu, jež nese jméno Zvezdine zvezde (je zde spolu s dalšími čtyřmi hráči a celým mužstvem z roku 1991).
V anketě Zlatý míč, která hledala nejlepšího fotbalistu Evropy, skončil v roce 1962 čtvrtý.
Po skončení hráčské kariéry se stal trenérem, vedl například reprezentaci Guatemaly (1984–1985), CZ Bělehrad (1989–1990) či Club América (1990–1991).